# Renaud Emond
Renaud Emond (Virton, 5 dicembre 1991) è un ex calciatore belga, di ruolo attaccante.

## Carriera
Cresciuto nelle giovanili del Virton, fa il suo esordio in prima squadra nella terza categoria belga, la Derde klasse nella stagione 2009-2010. Dopo anni come comprimario, nella stagione 2012-2013 trova il posto da titolare e chiude la stagione segnando 27 gol in 35 partite, tra cui la quaterna del 2 dicembre 2012 nel 5-1 contro il Diegem e la tripletta del 27 marzo 2013 nel 5-0 contro il Géants Athois.
Le sue prestazioni vengono notate dal Waasland-Beveren, squadra della massima serie belga che lo acquista a titolo definitivo nel maggio successivo.
Dopo esser rimasto in panchina per la prima giornata di campionato, in quella successiva fa il suo debutto in Pro League: subentra al croato Hrvoje Čale nella sconfitta di misura (1-0) contro il Lierse.
Il 13 ottobre 2013 segna la prima rete in campionato in un pareggio per 2-2 ai danni del Standard Liegi; quest'ultima è proprio la squadra in cui si trasferisce all'inizio della stagione 2015-2016, che inizia però al Beveren, giocando e marcando due reti nelle prime sei di campionato.
Trasferitosi dunque al club di Liegi, debutta il 13 settembre 2015 contro il Lokeren.
Gioca con les Rouches per cinque stagioni, marcando 43 reti in 139 presenze tra tutte le competizioni e vincendo due titoli: la Coupe de Belgique nel 2015-2016 e nel 2017-2018; quest'ultima grazie ad una sua rete al 92º.

## Statistiche

### Presenze e reti nei club
Statistiche aggiornate al 28 giugno 2025.
| Stagione                | Squadra                 | Campionato              | Campionato | Campionato | Coppe nazionali | Coppe nazionali | Coppe nazionali | Coppe continentali | Coppe continentali | Coppe continentali | Altre coppe | Altre coppe | Altre coppe | Totale | Totale |
| Stagione                | Squadra                 | Comp                    | Pres       | Reti       | Comp            | Pres            | Reti            | Comp               | Pres               | Reti               | Comp        | Pres        | Reti        | Pres   | Reti   |
| ----------------------- | ----------------------- | ----------------------- | ---------- | ---------- | --------------- | --------------- | --------------- | ------------------ | ------------------ | ------------------ | ----------- | ----------- | ----------- | ------ | ------ |
| 2009-2010               | Virton                  | D3                      | 2          | 0          | CB              | 0               | 0               |                    | -                  | -                  | -           | -           | -           | 2      | 0      |
| 2010-2011               | Virton                  | D3                      | 16         | 8          | CB              | 1               | 0               |                    | -                  | -                  | -           | -           | -           | 17     | 8      |
| 2011-2012               | Virton                  | D3                      | 27         | 8          | CB              | 0               | 0               |                    | -                  | -                  | -           | -           | -           | 27     | 8      |
| 2012-2013               | Virton                  | D3                      | 35         | 27         | CB              | 1               | 0               |                    | -                  | -                  | -           | -           | -           | 36     | 27     |
| Totale Virton           | Totale Virton           | Totale Virton           | 80         | 43         |                 | 2               | 0               |                    | 0                  | 0                  |             | -           | -           | 82     | 43     |
| 2013-2014               | Waasland-Beveren        | D1                      | 16         | 3          | CB              | 0               | 0               |                    | -                  | -                  | -           | -           | -           | 3      | 0      |
| 2014-2015               | Waasland-Beveren        | D1                      | 34         | 14         | CB              | 0               | 0               |                    | -                  | -                  | -           | -           | -           | 34     | 14     |
| ago. 2015               | Waasland-Beveren        | D1                      | 6          | 2          | CB              | 0               | 0               |                    | -                  | -                  | -           | -           | -           | 6      | 2      |
| Totale Waasland-Beveren | Totale Waasland-Beveren | Totale Waasland-Beveren | 56         | 19         |                 | 0               | 0               |                    | 0                  | 0                  |             | -           | -           | 56     | 19     |
| 2015-2016               | Standard Liegi          | D1                      | 19+2       | 2+0        | CB              | 4               | 0               | UEL                | 0                  | 0                  | -           | -           | -           | 25     | 2      |
| 2016-2017               | Standard Liegi          | D1                      | 9+5        | 2+1        | CB              | 1               | 0               | UEL                | 0                  | 0                  | SB          | 1           | 0           | 16     | 3      |
| 2017-2018               | Standard Liegi          | D1                      | 19+10      | 4+5        | CB              | 5               | 6               | -                  | -                  | -                  | -           | -           | -           | 34     | 15     |
| 2018-2019               | Standard Liegi          | D1                      | 28+6       | 12+1       | CB              | 1               | 0               | UCL+UEL            | 2+6                | 1+2                | SB          | 1           | 0           | 44     | 16     |
| 2019-gen. 2020          | Standard Liegi          | D1                      | 14         | 7          | CB              | 1               | 0               | UEL                | 5                  | 0                  | -           | -           | -           | 20     | 7      |
| gen.-giu. 2020          | Nantes                  | L1                      | 6          | 0          | CF+CdL          | 1+0             | 1+0             |                    | -                  | -                  | -           | -           | -           | 7      | 1      |
| 2020-2021               | Nantes                  | L1                      | 22+1       | 2+0        | CF              | 0               | 0               |                    | -                  | -                  | -           | -           | -           | 23     | 2      |
| 2021-gen. 2022          | Nantes                  | L1                      | 6          | 0          | CF              | 2               | 0               |                    | -                  | -                  | -           | -           | -           | 8      | 1      |
| Totale Nantes           | Totale Nantes           | Totale Nantes           | 35         | 2          |                 | 3               | 1               |                    | -                  | -                  |             | -           | -           | 38     | 3      |
| gen.-giu. 2022          | Standard Liegi          | D1                      | 11         | 2          | CB              | 0               | 0               |                    | -                  | -                  |             | -           | -           | 11     | 2      |
| 2022-2023               | Standard Liegi          | D1                      | 11+5       | 2+1        | CB              | 0               | 0               |                    | -                  | -                  |             | -           | -           | 16     | 3      |
| 2023-gen. 2024          | Standard Liegi          | D1                      | 3          | 0          | CB              | 1               | 1               |                    | -                  | -                  |             | -           | -           | 4      | 1      |
| Totale Standard Liegi   | Totale Standard Liegi   | Totale Standard Liegi   | 142        | 39         |                 | 13              | 7               |                    | 13                 | 3                  |             | 2           | 0           | 170    | 49     |
| gen.-giu. 2024          | Eupen                   | D1                      | 7+5        | 2+0        | CB              | 0               | 0               |                    | -                  | -                  |             | -           | -           | 12     | 2      |
| 2024-2025               | Eupen                   | D2                      | 22         | 4          | CB              | 1               | 1               |                    | -                  | -                  |             | -           | -           | 23     | 4      |
| Totale KAS Eupen        | Totale KAS Eupen        | Totale KAS Eupen        | 34         | 6          |                 | 1               | 1               |                    | -                  | -                  |             | -           | -           | 35     | 7      |
| Totale carriera         | Totale carriera         | Totale carriera         | 347        | 109        |                 | 19              | 9               |                    | 13                 | 3                  |             | 2           | 0           | 381    | 121    |

## Palmarès

### Club

#### Competizioni nazionali
- Coppa del Belgio: 2

Standard Liegi: 2015-2016, 2017-2018
- Coppa di Francia: 1

Nantes: 2021-2022